# Jorge Farinacci

## Biografía
Jorge Aurelio Farinacci García (1949 - 26 de agosto de 2006), puertorriqueño, nacido en el pueblo de San Germán. Graduado de la Escuela Superior Gabriela Mistral en Río Piedras, Puerto Rico; ingresó a la Universidad de Puerto Rico, Recinto de Río Piedras en 1966 donde obtuvo un bachillerato en Ciencias Políticas y luego se graduó en 1973 de la Escuela de Derecho de la UPR. Durante su época de estudiante universitario tomó parte activa en la lucha que llevaban varias organizaciones independentistas, entre ellas la Federación Universitaria Pro Independencia (FUPI); además participó de las protestas en contra del Servicio Militar Obligatorio y la presencia del ROTC en ese recinto en esa época. Como abogado su vida la dedicó a las luchas y causas obreras. Su primer empleo como abogado lo ejerció en el Negociado de Conciliación y Arbitraje del Departamento del Trabajo, fungiendo como árbitro. Luego dedicado a la práctica privada de la profesión, se mantuvo representando uniones obreras y trabajadores. La mayor parte de su carrera fue como abogado de la Unión de Tronquistas (Teamsters). Durante mucho tiempo también fue parte del Bufete Sindical.

## Plano político
En el plano político, en el año 1975 Farinacci se mantuvo militando en lo que se llamaba por sus miembros "La Organización", que había sido una conjunción de grupos clandestinos.De esa agrupación se retira el Movimiento Independentista Revolucionario en Armas(MIRA)(1968-1972) y crea el 26 de julio de 1976 el "Partido Revolucionario de los Trabajadores Puertorriqueños"[PRTP]]) que luego se llamaría(PRTP- Macheteros), al salir a la luz publica su brazo militar:  Ejército Popular Boricua en el 1978.Farinacci García se integra al PRTP en el 1977..El PRTP decide en su Primer Congreso de abril de 1983 desmantelar las células militares y su bandera pasa a tener solo las siglas (PRTP-Macheteros. El 2 de junio de 1984 Filiberto Ojeda Ríos se retira de la Dirección Nacional del PRTP junto a 9 compañeros debido a visiones políticas,organizacionales y militares estratégicas distintas.Filiberto Ojeda Ríos retoma las sigla anteriormente canceladas y se arroga para su nueva organización(creada a finales del 1985)el historial armado del PRTP-Macheteros.Es ese el EPB existente a partir de esa fecha. 
En 1981 Farinacci fue citado por un Gran Jurado Federal que un año después lo acusó de robo a un banco. Ese caso fue archivado a petición de la propia Fiscalía Federal por falta de prueba. Pero el 30 de agosto de 1985 fue arrestado, junto a otros 11 independentistas, entre los que figuraron Filiberto Ojeda Ríos, Hilton Fernández Diamante, Orlando González Claudio, Ivonne Meléndez, Carlos M. Ayés Suárez, Luz María Berríos Berríos, Ángel Díaz Ruiz, Elías Samuel Castro, Norman Ramírez Talavera, Isaac Camacho y Luis Alfredo Colón Osorio. A todos se les vinculaba con el asalto a un depósito de la Wells Fargo en Hartfort, Connecticut ocurrido el 12 de septiembre de 1983. De ese operativo se sustrajeron siete millones de dólares (7.117.000) que debían -según Los Macheteros- ayudar a financiar la lucha por la independencia. Por ello Farinacci cumplió una sentencia de 5 años en prisión (25 meses de cárcel; más cinco años de sentencia en Probatoria). Otros de los acusados pasaron hasta 19 años encarcelados. Al momento de su arresto Farinacci pertenecía a la Junta Editora de la Revista Pensamiento Crítico, de la cual era uno de sus portavoces principales.
Para 1994, al salir de prisión, Farinacci se integró a la Dirección del Frente Socialista (FS), una organización sombrilla en la que convergen diversos grupos de izquierda. Al momento de su muerte era uno de sus portavoces. Igualmente, aceptó al interior de su organización, el Partido Revolucionario de los Trabajadores (PRT-Macheteros),una división en el seno del original (PRTP-Macheteros), la unidad entre las organizaciones socialistas. Movimiento al Socialismo (MAS) en el cual el PRT-Macheteros se fusionó con otras organizaciones socialistas. El Congreso de fundación del MAS en el 2008 fue dedicado en parte a la memoria de Farinacci García. En el 2009 el PRT se retira del Movimiento Al Socialismo por diferencias políticas estratégicas.
Farinacci fue también deponente representante del FS por varios años en la Organización de las Naciones Unidas (ONU) a favor de la independencia de Puerto Rico. Participó del grupo de trabajo del Foro de São Paulo desde 1999. Fue partícipe de la lucha en contra de la presencia de la Marina de Guerra de los Estados Unidos en la isla de Vieques, cuya salida se logró en el año 2003. Condenó enérgicamente el asesinato o muerte por parte del FBI del líder del Ejército Popular Boricua, Filiberto Ojeda Ríos el 23 de septiembre de 2005. Fue un enérgico defensor de la Revolución Cubana. Abrazó el triunfo de la Revolución Bolivariana en Venezuela, país con quien mantuvo vínculos desde antes de la llegada al poder del actual presidente Hugo Chávez y que visitó en el 2005. También fue solidario con el nuevo gobierno de izquierda de Evo Morales en Bolivia.

## Muerte
En enero del 2005 a Farinacci le diagnosticaron un linfoma en el riñón y luego en el corazón. Esa primera fase del cáncer la superó y siguió trabajando hasta el último momento. Estaba en remisión cuando en junio le encontraron un linfoma en el cerebro y en julio lo ingresaron al Hospital Auxilio Mutuo en Hato Rey. Falleció en la mañana del 26 de agosto de 2006 en dicho hospital. Fue enterrado el lunes 28 de agosto de 2006 en el cementerio Ángeles Memorial Park, de Guaynabo. Al momento de su muerte contaba con 56 años.